# Rhea County Courthouse
La Rhea County Courthouse est un palais de justice américain situé à Dayton, dans le comté de Rhea, dans le Tennessee. Elle est inscrite au Registre national des lieux historiques depuis le 7 novembre 1972 et est classée National Historic Landmark depuis le 8 décembre 1976.